# Dorine Chuigoué
Dorine Chuigoué, née le 28 novembre 1988, est une footballeuse internationale équatoguinéenne. Elle évolue au poste d'arrière gauche.

## Biographie
Elle fait partie des 23 joueuses retenues pour disputer la Coupe du monde 2011 puis Coupe d'Afrique des nations 2018 organisée au Ghana. Elle joue trois matchs lors de ces deux compétitions.